# تل الحجر
تل الحجر أو تل الأحمر كما تعرف محليّاً، قرية سوريّة تتبع إداريّاً لمحافظة حلب منطقة جرابلس ناحية غندورة، بلغ تعداد سكانها 669 نسمة حسب التعداد السكاني لعام 2004.